# Monti Lessini: Cascate di Molina
Monti Lessini: Cascate di Molina este o arie protejată (arie specială de conservare — SAC, sit de importanță comunitară — SCI) din Italia întinsă pe o suprafață de 233 ha, integral pe uscat.

## Localizare
Centrul sitului Monti Lessini: Cascate di Molina este situat la coordonatele 45°36′00″N 10°54′59″E / 45.6°N 10.916389°E.

## Înființare
Situl Monti Lessini: Cascate di Molina a fost declarat sit de importanță comunitară în septembrie 1995 pentru a proteja 2 specii de animale. Situl a fost protejat și ca arie specială de conservare în iulie 2018.

## Biodiversitate
Situată în ecoregiunea alpină, aria protejată conține 3 habitate naturale: Pante stâncoase calcaroase cu vegetație casmofită, Păduri ilirice de stejar și carpen (Erythronio-Carpinion), Păduri pe pante, grohotișuri și ravene de Tilio-Acerion.
La baza desemnării sitului se află mai multe specii protejate:
- amfibieni (1): izvoraș-cu-burta-galbenă (Bombina variegata)
- nevertebrate (1): Austropotamobius pallipes

Pe lângă speciile protejate, pe teritoriul sitului au mai fost identificate 2 specii de plante.